# Championnat d'Europe de football 1984
Navigation
Italie 1980 Allemagne de l'Ouest 1988
Le Championnat d'Europe de football 1984 est la 7e édition du Championnat d'Europe de football qui se tient tous les quatre ans et est organisé par l'UEFA (association regroupant les fédérations nationales de football d'Europe).
La phase finale organisée par la France entre le 12 et le 27 juin 1984, est, comme en 1980, disputée par huit nations. Toutes les équipes, à l'exception de la France (pays organisateur), ont dû disputer des qualifications pour y prendre part.
Le système mis en place à l'Euro 1980 (deux poules « demi-finale » de quatre dont la première place est qualificative pour la finale et la seconde pour le match pour la troisième place) est modifié sur proposition du pays organisateur qui souhaite la réintroduction de véritables demi-finales (ce qui fait deux matchs supplémentaires au programme). L'UEFA n'étant pas favorable (à l'époque) à une augmentation du nombre de matchs à disputer, un compromis est proposé et validé : les demi-finales sont rajoutées au programme et en contrepartie le match pour la troisième place est supprimé. Avec deux qualifiés par groupe, la phase de poule du premier tour rétrograde au statut de « quart de finale ».
La France (qui gagne tous ses matchs) l'emporte en finale aux dépens de l'Espagne (2-0). Michel Platini établit le record de buts sur une édition (9) et dans l'Euro en général. Le football français gagne ainsi son premier titre international depuis la création de l'Équipe de France en 1904.

## Présentation

### Stades
| \| Lyon Nantes Paris Saint-Étienne Marseille Lens Strasbourg \| Sites du Championnat d'Europe 1984 |
| Lyon Nantes Paris Saint-Étienne Marseille Lens Strasbourg                                          |

| Stade                   | Ville         | Capacité      |
| ----------------------- | ------------- | ------------- |
| Parc des Princes        | Paris         | 48 527 places |
| Stade Félix-Bollaert    | Lens          | 51 000 places |
| Stade de la Beaujoire   | Nantes        | 52 923 places |
| Stade de Gerland        | Lyon          | 51 860 places |
| Stade Geoffroy-Guichard | Saint-Étienne | 48 274 places |
| Stade de la Meinau      | Strasbourg    | 42 756 places |
| Stade Vélodrome         | Marseille     | 55 000 places |

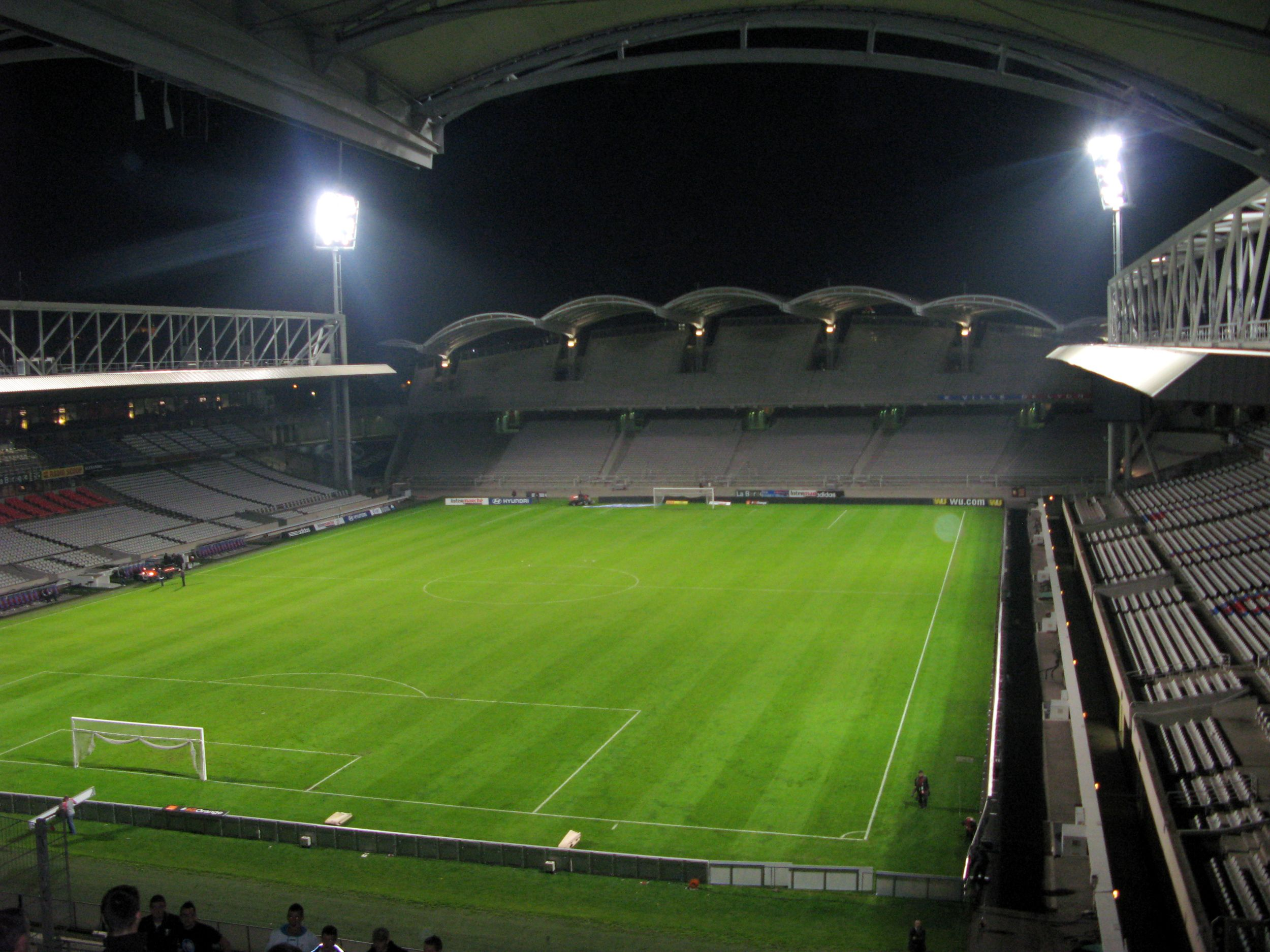
Stade de Gerland
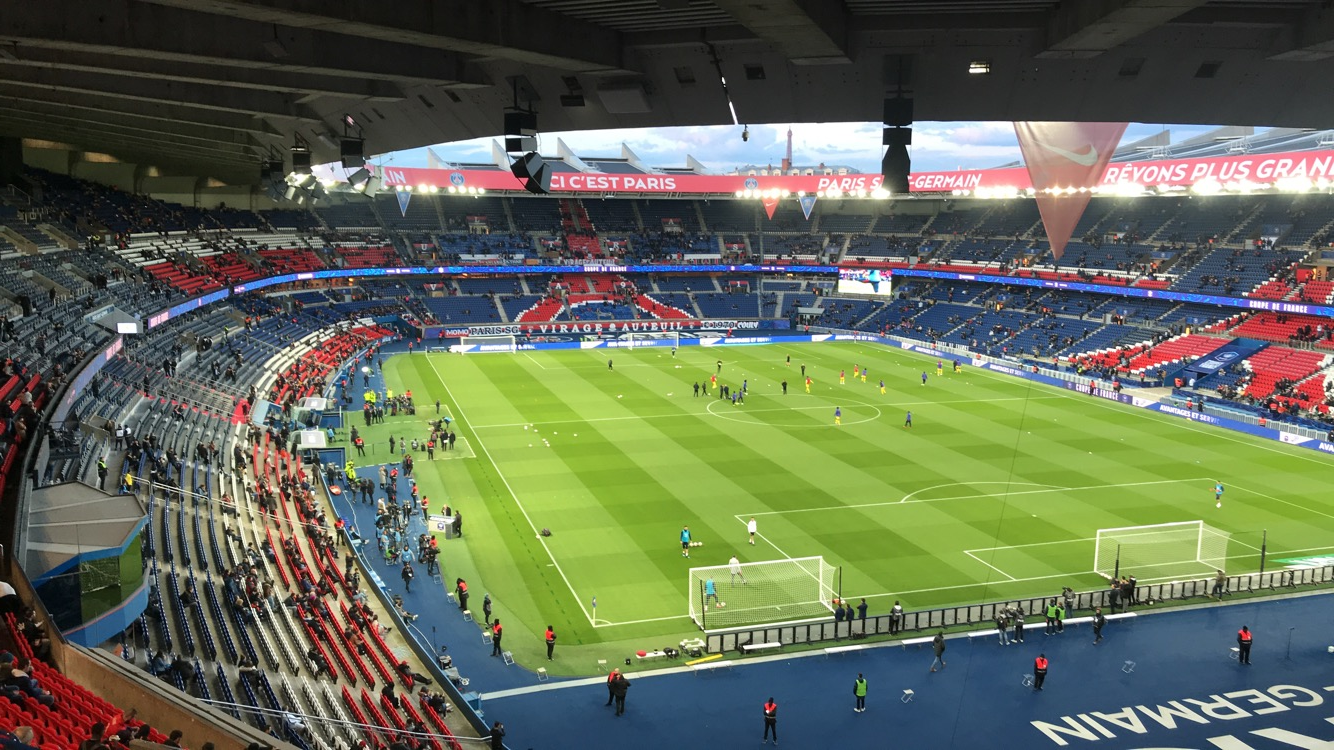
Parc des Princes
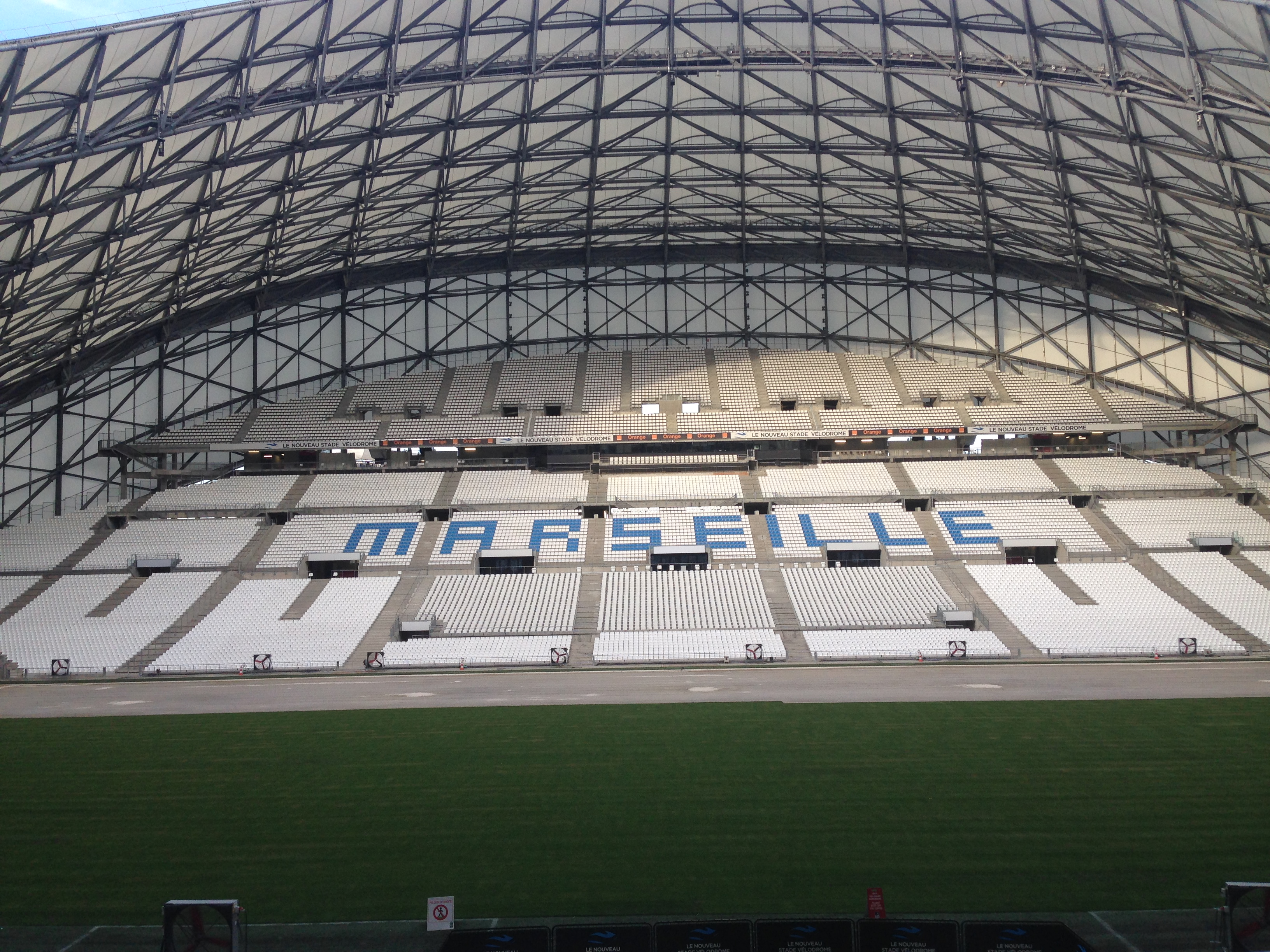
Stade Vélodrome (après modernisation pour l'Euro 2016)
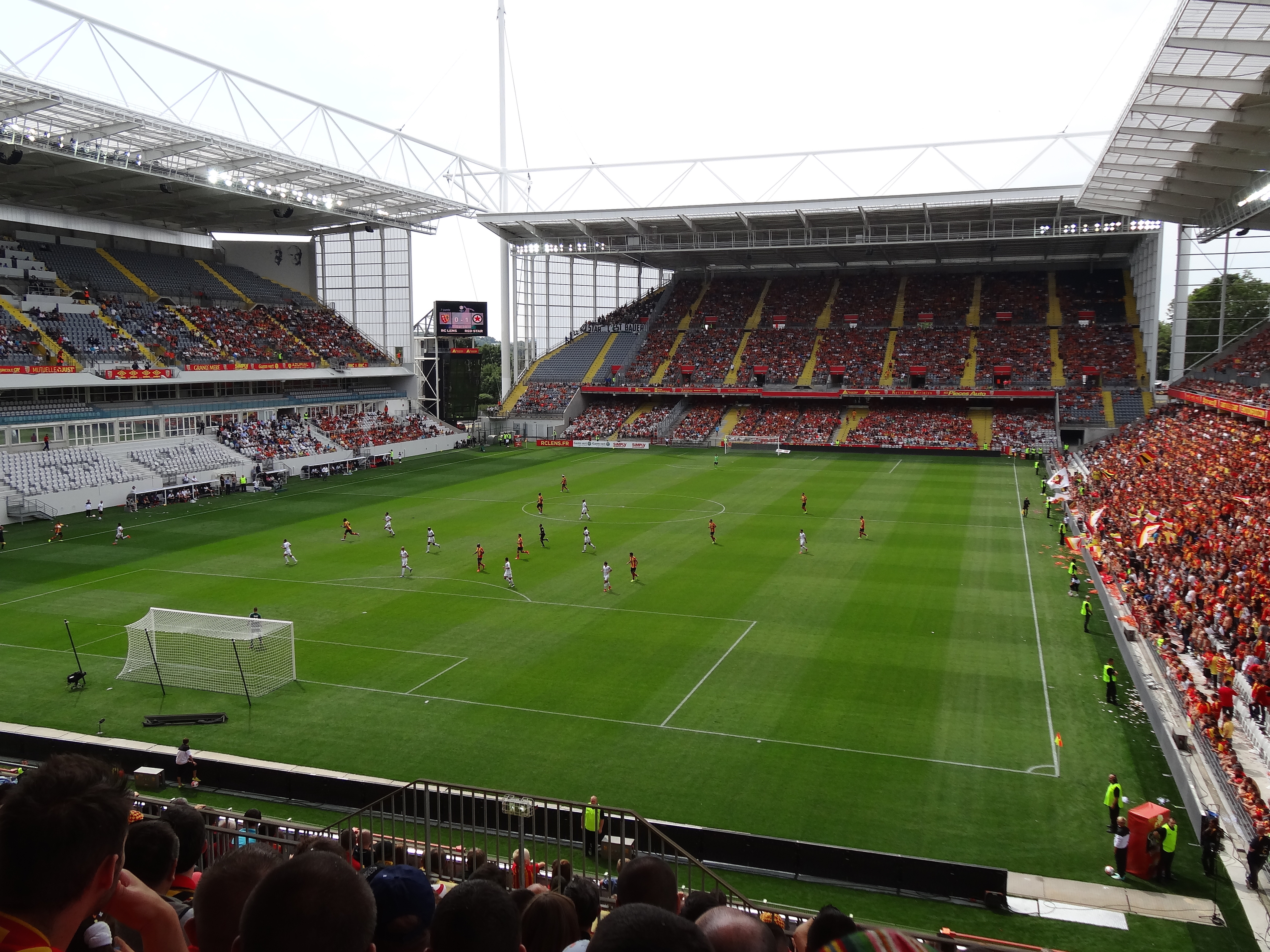
Stade Bollaert-Delelis
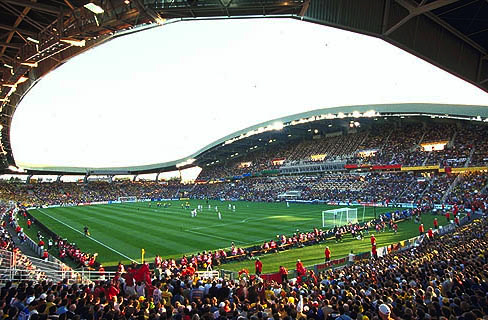
Stade de la Beaujoire
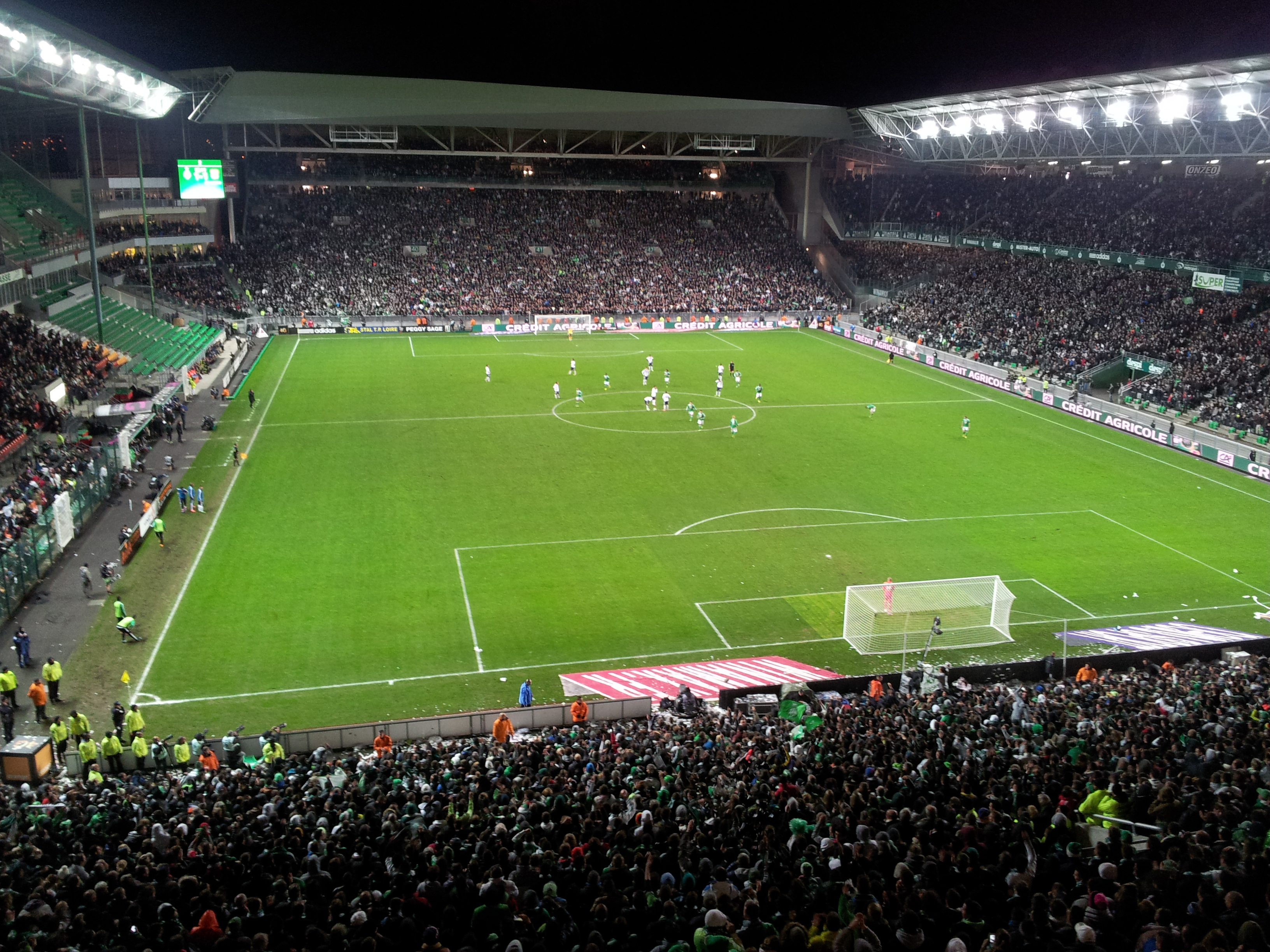
Stade Geoffroy-Guichard
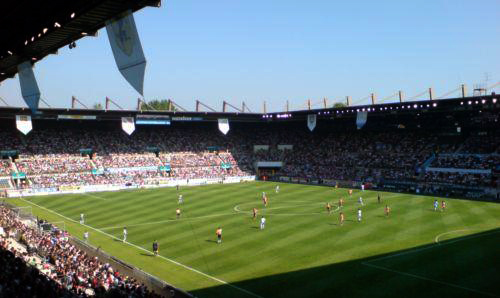
Stade de la Meinau

(capacités données dans la configuration Euro '84)

### Participants
Les éliminatoires du Championnat d'Europe de football 1984 ont permis de déterminer les sept équipes rejoignant la France, qualifiée d'office en tant que pays organisateur, pour participer à l'Euro 1984.
Les huit équipes qualifiées sont réparties en deux groupes, de la façon suivante :
| France Belgique Yougoslavie Danemark | Allemagne de l'Ouest Espagne Portugal Roumanie |

## Résultats

### 1ertour

#### Groupe 1
La France bat le Danemark grâce au premier des neuf buts de Michel Platini, tandis que la Belgique dispose plus aisément de la Yougoslavie (2-0). La France assure sa qualification dès son deuxième match en battant largement ses voisins belges 5-0, dont un premier triplé de Platini, mais pas encore le véritable coup du chapeau. Le Danemark coule la Yougoslavie en la battant sur le même score. La Yougoslavie, alors sûre d'être éliminée au premier tour, est battue 3-2 par la France sur un coup du chapeau parfait de Platini : trois buts consécutifs, dans la même mi-temps, du gauche, de la tête et pour finir du droit sur coup franc. Le match de la dernière journée Danemark-Belgique est décisif pour la deuxième place qualificative. Les Danois remportent ce quasi-quart de finale et se hissent en demi-finale pour la seconde fois de leur histoire.
| Groupe 1 |             |     |   |   |   |   |    |    |      |
|          | Équipe      | Pts | J | G | N | P | BP | BC | Diff |
| 1        | France      | 6   | 3 | 3 | 0 | 0 | 9  | 2  | +7   |
| 2        | Danemark    | 4   | 3 | 2 | 0 | 1 | 8  | 3  | +5   |
| 3        | Belgique    | 2   | 3 | 1 | 0 | 2 | 4  | 8  | -4   |
| 4        | Yougoslavie | 0   | 3 | 0 | 0 | 3 | 2  | 10 | -8   |

| 12 juin | France   | 1 | 0 | Danemark    |
| 13 juin | Belgique | 2 | 0 | Yougoslavie |
| 16 juin | France   | 5 | 0 | Belgique    |
| 16 juin | Danemark | 5 | 0 | Yougoslavie |
| 19 juin | France   | 3 | 2 | Yougoslavie |
| 19 juin | Danemark | 3 | 2 | Belgique    |

##### 1rejournée
| 12 juin 1984                      | France      | 1 – 0 | Danemark | Parc des Princes, Paris                      |                                              |
| 20:30 · Historique des rencontres | Platini 78e |       |          | Spectateurs : 47 570 Arbitrage : Volker Roth | Spectateurs : 47 570 Arbitrage : Volker Roth |
| 20:30 · Historique des rencontres | (Rapport)   |       |          | Spectateurs : 47 570 Arbitrage : Volker Roth | Spectateurs : 47 570 Arbitrage : Volker Roth |

| 13 juin 1984                      | Belgique                   | 2 – 0 | Yougoslavie | Stade Félix-Bollaert, Lens                        |                                                   |
| 20:30 · Historique des rencontres | Vandenbergh 28e · Grün 45e |       |             | Spectateurs : 40 000 Arbitrage : Erik Fredriksson | Spectateurs : 40 000 Arbitrage : Erik Fredriksson |
| 20:30 · Historique des rencontres | (Rapport)                  |       |             | Spectateurs : 40 000 Arbitrage : Erik Fredriksson | Spectateurs : 40 000 Arbitrage : Erik Fredriksson |

##### 2ejournée
| 16 juin 1984                      | France                                                    | 5 – 0 | Belgique | Stade de la Beaujoire, Nantes                     |                                                   |
| 17:15 · Historique des rencontres | Platini 4e, 74e (pén.), 89e · Giresse 33e · Fernandez 43e |       |          | Spectateurs : 51 359 Arbitrage : Robert Valentine | Spectateurs : 51 359 Arbitrage : Robert Valentine |
| 17:15 · Historique des rencontres | (Rapport)                                                 |       |          | Spectateurs : 51 359 Arbitrage : Robert Valentine | Spectateurs : 51 359 Arbitrage : Robert Valentine |

| 16 juin 1984                      | Danemark                                                                   | 5 – 0 | Yougoslavie | Stade de Gerland, Lyon                                 |                                                        |
| 20:30 · Historique des rencontres | Arnesen 8e, 69e (pen.) · Berggreen 16e · Elkjær Larsen 82e · Lauridsen 84e |       |             | Spectateurs : 34 745 Arbitrage : Augusto Lamo Castillo | Spectateurs : 34 745 Arbitrage : Augusto Lamo Castillo |
| 20:30 · Historique des rencontres | (Rapport)                                                                  |       |             | Spectateurs : 34 745 Arbitrage : Augusto Lamo Castillo | Spectateurs : 34 745 Arbitrage : Augusto Lamo Castillo |

##### 3ejournée
| 19 juin 1984                      | France                | 3 – 2 | Yougoslavie                       | Stade Geoffroy-Guichard, Saint-Étienne       |                                              |
| 20:30 · Historique des rencontres | Platini 59e, 62e, 78e |       | 32e Sestic · 84e (pen.) Stojkovic | Spectateurs : 45 789 Arbitrage : André Daina | Spectateurs : 45 789 Arbitrage : André Daina |
| 20:30 · Historique des rencontres | (Rapport)             |       |                                   | Spectateurs : 45 789 Arbitrage : André Daina | Spectateurs : 45 789 Arbitrage : André Daina |

| 19 juin 1984                      | Danemark                                            | 3 – 2 | Belgique                        | Stade de la Meinau, Strasbourg                |                                               |
| 20:30 · Historique des rencontres | Arnesen 41e (pen.) · Larsen 60e · Elkjær Larsen 84e |       | 26e Ceulemans · 39e Vercauteren | Spectateurs : 36 911 Arbitrage : Adolf Prokop | Spectateurs : 36 911 Arbitrage : Adolf Prokop |
| 20:30 · Historique des rencontres | (Rapport)                                           |       |                                 | Spectateurs : 36 911 Arbitrage : Adolf Prokop | Spectateurs : 36 911 Arbitrage : Adolf Prokop |

#### Groupe 2
La RFA, championne d'Europe en titre et vice-championne du monde en titre, se laisse surprendre lors du dernier match de poule par l'Espagne et échoue aux portes des demi-finales de ce deuxième Euro à 8 équipes. Elle fait 0-0 contre le Portugal dont c'est la deuxième compétition internationale après la Coupe du monde 1966, tandis que l'Espagne et la Roumanie font aussi match nul, mais avec des buts (1-1). La RFA vire en tête du groupe à l'issue de la deuxième journée en battant la Roumanie alors que les équipes ibériques font encore match nul. Dans un mouchoir de poche, les 4 équipes voient leur sort réglé à la dernière journée : les vainqueurs du dernier match, l'Espagne (contre l'Allemagne de l'Ouest) et le Portugal (contre la Roumanie) se qualifient, l'Espagne devançant son voisin portugais au nombre de buts marqués.
| Groupe 2 |                      |     |   |   |   |   |    |    |      |
|          | Équipe               | Pts | J | G | N | P | BP | BC | Diff |
| 1        | Espagne              | 4   | 3 | 1 | 2 | 0 | 3  | 2  | +1   |
| 2        | Portugal             | 4   | 3 | 1 | 2 | 0 | 2  | 1  | +1   |
| 3        | Allemagne de l'Ouest | 3   | 3 | 1 | 1 | 1 | 2  | 2  | 0    |
| 4        | Roumanie             | 1   | 3 | 0 | 1 | 2 | 2  | 4  | -2   |

| 14 juin | Allemagne de l'Ouest | 0 | 0 | Portugal |
| 14 juin | Roumanie             | 1 | 1 | Espagne  |
| 17 juin | Allemagne de l'Ouest | 2 | 1 | Roumanie |
| 17 juin | Portugal             | 1 | 1 | Espagne  |
| 20 juin | Allemagne de l'Ouest | 0 | 1 | Espagne  |
| 20 juin | Portugal             | 1 | 0 | Roumanie |

##### 1rejournée
| 14 juin 1984                      | Portugal  | 0 – 0 | Allemagne de l'Ouest | Stade de la Meinau, Strasbourg                    |                                                   |
| 17:15 · Historique des rencontres |           |       |                      | Spectateurs : 47 950 Arbitrage : Romualdas Yushka | Spectateurs : 47 950 Arbitrage : Romualdas Yushka |
| 17:15 · Historique des rencontres | (Rapport) |       |                      | Spectateurs : 47 950 Arbitrage : Romualdas Yushka | Spectateurs : 47 950 Arbitrage : Romualdas Yushka |

| 14 juin 1984                      | Espagne             | 1 – 1 | Roumanie   | Stade Geoffroy-Guichard, Saint-Étienne         |                                                |
| 20:30 · Historique des rencontres | Carrasco 22e (pen.) |       | 35e Bölöni | Spectateurs : 17 012 Arbitrage : Alexis Ponnet | Spectateurs : 17 012 Arbitrage : Alexis Ponnet |
| 20:30 · Historique des rencontres | (Rapport)           |       |            | Spectateurs : 17 012 Arbitrage : Alexis Ponnet | Spectateurs : 17 012 Arbitrage : Alexis Ponnet |

##### 2ejournée
| 17 juin 1984                      | Allemagne de l'Ouest | 2 – 1 | Roumanie  | Stade Félix-Bollaert, Lens                  |                                             |
| 17:15 · Historique des rencontres | Völler 25e, 66e      |       | 46e Coras | Spectateurs : 31 803 Arbitrage : Jan Keizer | Spectateurs : 31 803 Arbitrage : Jan Keizer |
| 17:15 · Historique des rencontres | (Rapport)            |       |           | Spectateurs : 31 803 Arbitrage : Jan Keizer | Spectateurs : 31 803 Arbitrage : Jan Keizer |

| 17 juin 1984                      | Espagne        | 1 – 1 | Portugal  | Stade Vélodrome, Marseille                      |                                                 |
| 20:30 · Historique des rencontres | Santillana 73e |       | 52e Sousa | Spectateurs : 30 000 Arbitrage : Michel Vautrot | Spectateurs : 30 000 Arbitrage : Michel Vautrot |
| 20:30 · Historique des rencontres | (Rapport)      |       |           | Spectateurs : 30 000 Arbitrage : Michel Vautrot | Spectateurs : 30 000 Arbitrage : Michel Vautrot |

##### 3ejournée
| 20 juin 1984                      | Espagne    | 1 – 0 | Allemagne de l'Ouest | Parc des Princes, Paris                           |                                                   |
| 20:30 · Historique des rencontres | Maceda 90e |       |                      | Spectateurs : 47 691 Arbitrage : Vojtěch Christov | Spectateurs : 47 691 Arbitrage : Vojtěch Christov |
| 20:30 · Historique des rencontres | (Rapport)  |       |                      | Spectateurs : 47 691 Arbitrage : Vojtěch Christov | Spectateurs : 47 691 Arbitrage : Vojtěch Christov |

| 20 juin 1984                      | Portugal  | 1 – 0 | Roumanie | Stade de la Beaujoire, Nantes                  |                                                |
| 20:30 · Historique des rencontres | Nené 81e  |       |          | Spectateurs : 24 266 Arbitrage : Heinz Fahnler | Spectateurs : 24 266 Arbitrage : Heinz Fahnler |
| 20:30 · Historique des rencontres | (Rapport) |       |          | Spectateurs : 24 266 Arbitrage : Heinz Fahnler | Spectateurs : 24 266 Arbitrage : Heinz Fahnler |

### Tableau final
|  | Demi-finales                         | Demi-finales                         |        |         | Finale                            | Finale                            |
|  | Demi-finales                         | Demi-finales                         |        |         | Finale                            | Finale                            |
|  |                                      |                                      |        |         |                                   |                                   |
|  | 23 juin - Stade Vélodrome, Marseille | 23 juin - Stade Vélodrome, Marseille |        |         | 27 juin - Parc des Princes, Paris | 27 juin - Parc des Princes, Paris |
|  | 23 juin - Stade Vélodrome, Marseille | 23 juin - Stade Vélodrome, Marseille |        |         | 27 juin - Parc des Princes, Paris | 27 juin - Parc des Princes, Paris |
|  | France                               | 3 ap                                 |        |         | 27 juin - Parc des Princes, Paris | 27 juin - Parc des Princes, Paris |
|  | France                               | 3 ap                                 |        |         | 27 juin - Parc des Princes, Paris | 27 juin - Parc des Princes, Paris |
|  | Portugal                             | 2                                    |        |         | 27 juin - Parc des Princes, Paris | 27 juin - Parc des Princes, Paris |
|  | Portugal                             | 2                                    | France | 2       |                                   |                                   |
|  | 24 juin - Stade de Gerland, Lyon     |                                      | France | 2       |                                   |                                   |
|  |                                      | Espagne                              | 0      |         |                                   |                                   |
|  | Danemark                             | Espagne                              | 0      | 1ap (4) |                                   |                                   |
|  | Danemark                             |                                      |        | 1ap (4) |                                   |                                   |
|  | Espagne                              | 1 tab(5)                             |        |         |                                   |                                   |
|  | Espagne                              | 1 tab(5)                             |        |         |                                   |                                   |

#### Demi-finales
Cette demi-finale opposant la France au Portugal est la première d'une série noire pour les Portugais (qui continuera en 2000 et 2006 pour s'inverser en 2016). La France menée au score en première partie de prolongation renverse la situation dans les dernières minutes et s'impose sur le fil, 3 à 2 (après prolongation). Le but de la victoire inscrit par Platini est le huitième du meneur de jeu des Tricolores, et fait suite à son « coup du chapeau » du premier tour contre les Yougoslaves.
| Entraîneur : |
| M.Hidalgo    |

| Entraîneur : |
| F.Cabrita    |

| Entraîneur : |
| M.Hidalgo    |

| Entraîneur : |
| F.Cabrita    |

Vingt ans après son titre obtenu à domicile, l'Espagne retrouve la finale en éliminant difficilement le Danemark aux tirs au but.
| Entraîneur : |
| M. Muñoz     |

| Entraîneur : |
| S.Piontek    |

| Entraîneur : |
| M. Muñoz     |

| Entraîneur : |
| S.Piontek    |

#### Finale
La France remporte son premier titre international, devenant championne d'Europe en battant l'Espagne 2-0 au Parc des Princes. C'est lors de ce match qu'est née l'expression footballistique « faire une Arconada », du nom du portier espagnol, coupable d'une grossière maladresse sur un coup-franc tiré par Michel Platini et qui coûta l'ouverture du score.
| Titulaires : |  |
| |  |
| 1 Joël Bats · 5 Patrick Battiston 73e · 4 Maxime Bossis · 15 Yvon Le Roux ( 54e, 85e) · 3 Jean-François Domergue · 14 Jean Tigana · 6 Luis Fernandez · 10 Michel Platini · 12 Alain Giresse · 17 Bernard Lacombe 80e · 11 Bruno Bellone · |  |
| Remplaçants : |  |
| 73e 2 Manuel Amoros · 80e 9 Bernard Genghini · |  |
| Entraîneur : |  |
| Michel Hidalgo |  |

| Titulaires : |  |
| |  |
| 1 Luis Arconada · 2 Santiago Urquiaga · 12 Salva 85e · 10 Ricardo Gallego · 3 José Antonio Camacho · 14 Julio Alberto Moreno 75e · 7 Juan Antonio Señor · 8 Víctor Muñoz · 16 Francisco López Alfaro · 9 Carlos Santillana · 11 Francisco José Carrasco · |  |
| Remplaçants : |  |
| 75e 19 Manuel Sarabia · 85e 15 Roberto Fernández · |  |
| Entraîneur : |  |
| Miguel Muñoz |  |

| Titulaires : |  |
| |  |
| 1 Joël Bats · 5 Patrick Battiston 73e · 4 Maxime Bossis · 15 Yvon Le Roux ( 54e, 85e) · 3 Jean-François Domergue · 14 Jean Tigana · 6 Luis Fernandez · 10 Michel Platini · 12 Alain Giresse · 17 Bernard Lacombe 80e · 11 Bruno Bellone · |  |
| Remplaçants : |  |
| 73e 2 Manuel Amoros · 80e 9 Bernard Genghini · |  |
| Entraîneur : |  |
| Michel Hidalgo |  |

| Titulaires : |  |
| |  |
| 1 Luis Arconada · 2 Santiago Urquiaga · 12 Salva 85e · 10 Ricardo Gallego · 3 José Antonio Camacho · 14 Julio Alberto Moreno 75e · 7 Juan Antonio Señor · 8 Víctor Muñoz · 16 Francisco López Alfaro · 9 Carlos Santillana · 11 Francisco José Carrasco · |  |
| Remplaçants : |  |
| 75e 19 Manuel Sarabia · 85e 15 Roberto Fernández · |  |
| Entraîneur : |  |
| Miguel Muñoz |  |

## Bilan

### Les 20 champions d'Europe
| - Joël Bats - Philippe Bergeroo - Albert Rust | - Manuel Amoros - Patrick Battiston - Maxime Bossis - Jean-François Domergue - Yvon Le Roux - Thierry Tusseau | - Luis Fernandez - Jean-Marc Ferreri - Bernard Genghini - Alain Giresse - Michel Platini - Jean Tigana | - Bruno Bellone - Daniel Bravo - Bernard Lacombe - Dominique Rocheteau - Didier Six |

### Joueur clé
L'UEFA a désigné le français Michel Platini comme joueur clé de la compétition.

### Équipe du tournoi
| Gardiens          | Défenseurs                                                | Milieux                                                  | Attaquants                 |
| ----------------- | --------------------------------------------------------- | -------------------------------------------------------- | -------------------------- |
| Harald Schumacher | João Pinto Karl-Heinz Förster Morten Olsen Andreas Brehme | Fernando Chalana Alain Giresse Jean Tigana Frank Arnesen | Michel Platini Rudi Völler |

### Meilleurs buteurs

#### 9 buts
- Michel Platini

#### 3 buts
- Frank Arnesen

#### 2 buts
- Preben Elkjær Larsen
- Jean-François Domergue
- Rudi Völler
- Rui Jordão
- Antonio Maceda